# Barrage du Dorlay
Pour les articles homonymes, voir Dorlay (homonymie).
Le barrage du Dorlay est situé à l'intersection des cours d'eau du Dorlay et de l'Artiole, entre les communes de Doizieux et de La Terrasse-sur-Dorlay. Ce barrage a été construit afin d'alimenter en eau potable la moyenne vallée du Gier.

## Présentation
C'est un barrage en enrochements à masque d'étanchéité, construit en enrochement d'un volume de 570 000 m3 pour un poids total de 1,25 million de tonnes.
Une canalisation de 700 millimètres de diamètre le traverse pour alimenter l'usine de production d'eau, une partie de cette eau est directement restituée à la rivière en aval. Une deuxième canalisation de 1 100 millimètres de diamètre débouche à l'extérieur de l'usine, elle est prévue pour assurer la vidange du barrage.

## Historique
- 1965 : Les communes de Saint-Paul-en-Jarez, La Grand-Croix, Lorette, Rive-de-Gier, Châteauneuf, Génilac, Chagnon et Cellieu se regroupent en Syndicat Intercommunal d'Alimentation en eau de la Moyenne Vallée du Gier (SIAEMVG). Sous l'impulsion de son président fondateur, André Chazalon, le syndicat lance la construction du barrage du Dorlay et de l'usine de production d'eau potable de 1971 à 1974.
- 1965 : Création du syndicat intercommunal et naissance du réseau de distribution d'eau potable.
- 1971 : Début du contrat d'affermage avec la Lyonnaise des eaux pour la surveillance du barrage et l'exploitation des installations de traitement du Dorlay.
- Novembre 1972 : Mise en eau du barrage.
- Juillet 1974 : Mise en service de la station de traitement[1].
- 2006 : Exploitant SUEZ Eau France
- 2014 : Raccordement des communes de Doizieux, La Terrasse-sur-Dorlay et Farnay au réseau d'alimentation d'eau potable à partir du barrage du Dorlay
- Janvier 2016 : Saint-Etienne Métropole. Depuis son évolution en Communauté Urbaine le 1er janvier 2016, Saint-Étienne Métropole est responsable de l'alimentation en eau potable sur l'ensemble de son territoire ainsi que la surveillance des barrages.
- 2018 : Exploitant SUEZ-Stéphanoise-des-Eaux
- 2022 : Exploitant SUEZ Eau France

## Galerie

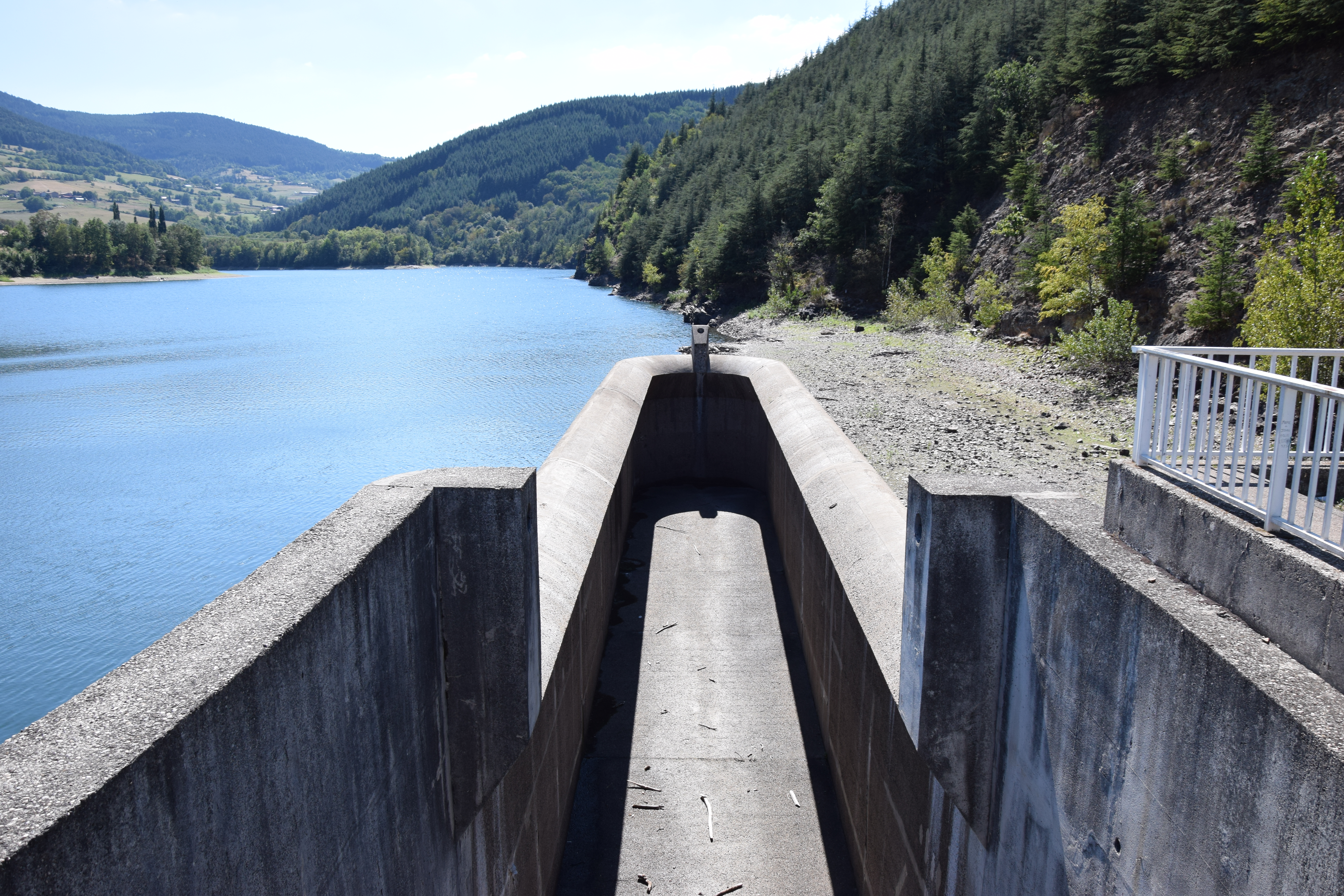
Déversoir (en amont du barrage)
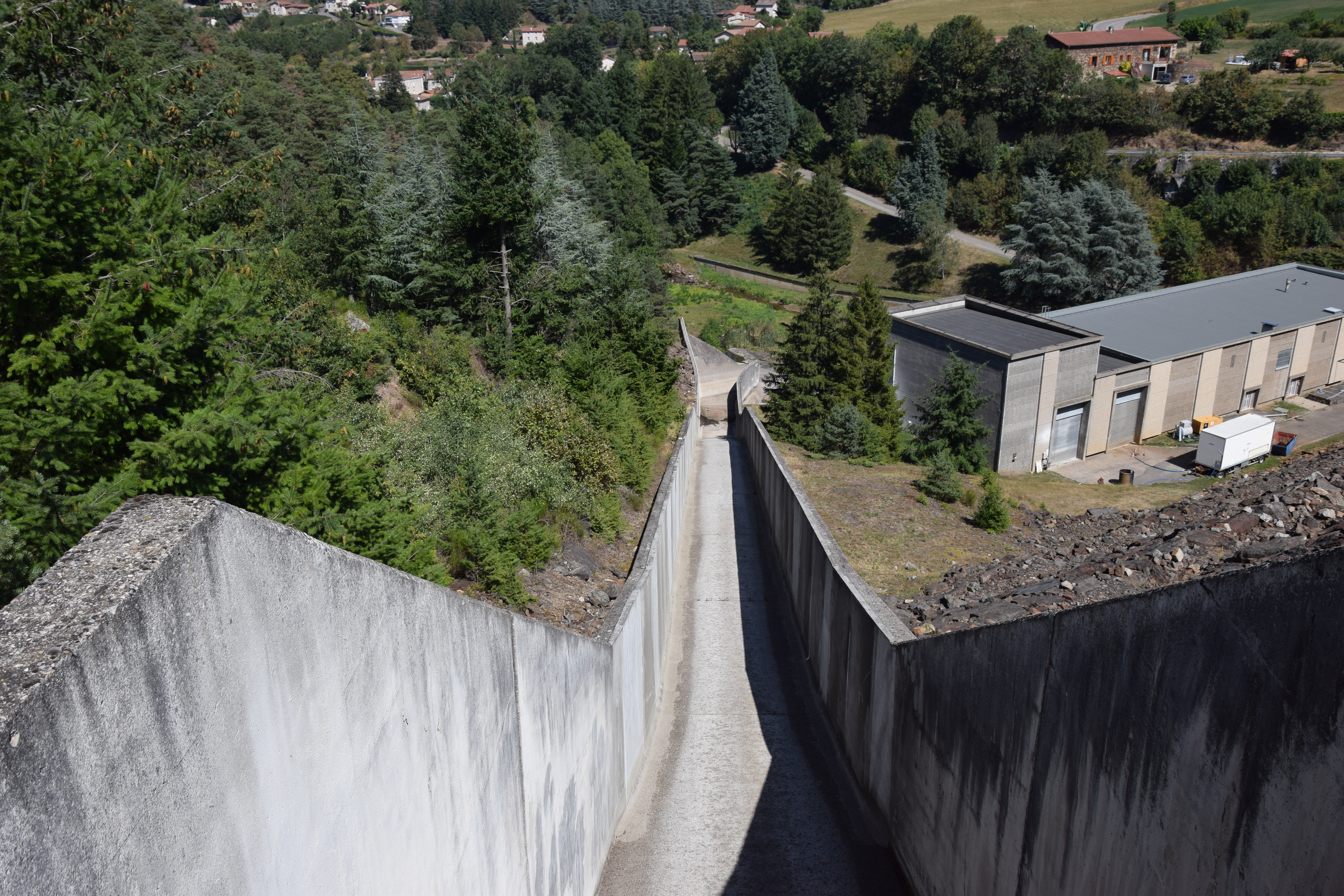
Déversoir (en aval du barrage)